# FC Gold Pride
L'FC Gold Pride fu una società calcistica femminile statunitense con sede a Santa Clara, California che partecipò al Women's Professional Soccer. La squadra sostituì il San Jose CyberRays nel soppresso campionato Women's United Soccer Association come team di vertice nel calcio femminile della San Francisco Bay Area.
L'FC Gold Pride trasferì la sua sede finale al Pioneer Stadium, nel campus della California State University, East Bay, nel giugno 2010 dopo aver giocato le prime partite casalinghe del 2010 al Castro Valley High School Athletic Stadium. Non riuscendo a reperire nuovi investimenti, la società fu costretta a cessare ogni attività agonistica nel novembre 2010.